# 아파트 (영화)
《아파트》는 2006년에 개봉한 대한민국의 공포 영화다.

## 캐스팅
- 고소영 : 오세진 역
- 강성진 : 양성식 역
- 장희진 : 유연 역
- 박하선 : 이정홍 역
- 김동욱 : 신정수 역
- 김규민 : 박 형사 역
- 이영희 : 할머니 역
- 반혜라 : 반혜라 역
- 강인형 : 대학생 역
- 박미숙 : 새댁 역
- 홍승범 : 새댁남편 역
- 오정원 : 정홍 모 역
- 육미라 : 유연 모 역
- 김하은 : 자살녀 역
- 이주석 : MD 실장 역
- 김익태 : 정신과의사 역
- 이종구 : 앵커 목소리 역
- 유민 : 지하철 자살녀 역 (특별출연)